# Terra Brasilis
Terra Brasilis — дев'ятий сольний альбом Антоніу Карлуса Жобіна, випущений у квітні 1980 року лейблом Warner Bros.
Подвійний альбом Terra Brasilis було записано в Нью-Йорку 1979 року, одразу після закінчення запису Miúcha & Tom Jobim. Як і в попередньому альбомі, Клаус Огерман був аранжувальником і диригентом (це останній альбом, аранжований Огерманом для іншого виконавця), а Алоїзіу ді Олівейра — продюсером. До альбому увійшли 20 композицій, включно із раніше неопублікованими піснями «Falando de amor» та «Two Kites», спочатку написаною англійською. Малюнок обкладинки альбому створено Паулу Жобіном.
Альбом вийшов у квітні 1980 року одночасно в Бразилії та Сполучених Штатах.

## Список композицій
| Трек | Назва                                       | Мова виконання   | Автори                                                 | Тривалість |
| ---- | ------------------------------------------- | ---------------- | ------------------------------------------------------ | ---------- |
| A1   | «Dreamer» («Vivo Sonhando»)                 | англійська       | Антоніу Карлус Жобін, Джин Ліс                         | 3:02       |
| A2   | «Canta Mais»                                | португальська    | Антоніу Карлус Жобін, Вінісіус ді Морайс               | 4:31       |
| A3   | «Olha Maria»                                | інструментальний | Антоніу Карлус Жобін                                   | 4:03       |
| A4   | «Samba de Uma Nota Só»                      | португальська    | Антоніу Карлус Жобін, Ньютон Мендонса                  | 2:16       |
| A5   | «Dindi»                                     | англійська       | Антоніу Карлус Жобін, Алоїзіу ді Олівейра, Рей Гілберт | 4:12       |
| B1   | «Quiet Nights Of Quiet Stars» («Corcovado») | англійська       | Антоніу Карлус Жобін, Джин Ліс                         | 3:25       |
| B2   | «Marina del Rey»                            | інструментальний | Антоніу Карлус Жобін                                   | 2:25       |
| B3   | «Off Key» («Desafinado»)                    | англійська       | Антоніу Карлус Жобін, Ньютон Мендонса, Джин Ліс        | 3:23       |
| B4   | «Você Vai Ver»                              | португальська    | Антоніу Карлус Жобін                                   | 2:55       |
| B5   | «Estrada Do Sol»                            | інструментальний | Антоніу Карлус Жобін, Долорес Дюран                    | 2:01       |
| C1   | «Garota de Ipanema»                         | португальська    | Антоніу Карлус Жобін, Вінісіус ді Морайс, Номан Гімбел | 4:47       |
| C2   | «Chovendo na roseira»                       | інструментальний | Антоніу Карлус Жобін                                   | 4:03       |
| C3   | «Triste»                                    | англійська       | Антоніу Карлус Жобін                                   | 3:04       |
| C4   | «Wave»                                      | інструментальний | Антоніу Карлус Жобін                                   | 3:39       |
| C5   | «Se Todos Fossem Iguais A Você»             | інструментальний | Антоніу Карлус Жобін                                   | 3:00       |
| D1   | «Falando De Amor»                           | португальська    | Антоніу Карлус Жобін                                   | 3:39       |
| D2   | «Two Kites»                                 | англійська       | Антоніу Карлус Жобін                                   | 4:36       |
| D3   | «Modinha»                                   | португальська    | Антоніу Карлус Жобін, Вінісіус ді Морайс               | 3:34       |
| D4   | «Sabia»                                     | англійська       | Антоніу Карлус Жобін, Шику Буаркі, Норман Гімбел       | 3:54       |
| D5   | «This Happy Madness» («Estrada Branca»)     | англійська       | Антоніу Карлус Жобін, Вінісіус ді Морайс, Джин Ліс     | 3:17       |

## Виконавці
- Антоніу Карлус Жобін — вокал, клавішні
- Ана Жобін — вокал (трек B4)
- Клаус Огерман — аранжувальник і диригент
- Майк Мур — контрабас (трек B2, C2, D1, D2)
- Грейді Тейт — барабани (трек C2)
- Бакі Піццареллі, Вінні Белл — гітари (трек C2)
- Боб Креншоу — контрабас
- Паскуаль ді Соуза Мейрелліс — барабани
- Оскар Кастру-Невес — гітара
- Рубенс Бассіні — перкусія